# Rambang Senuling
Rambang Senuling is een bestuurslaag in het regentschap Prabumulih van de provincie Zuid-Sumatra, Indonesië. Rambang Senuling telt 495 inwoners (volkstelling 2010).